# Catedral de Nuestra Señora (Luxemburgo)

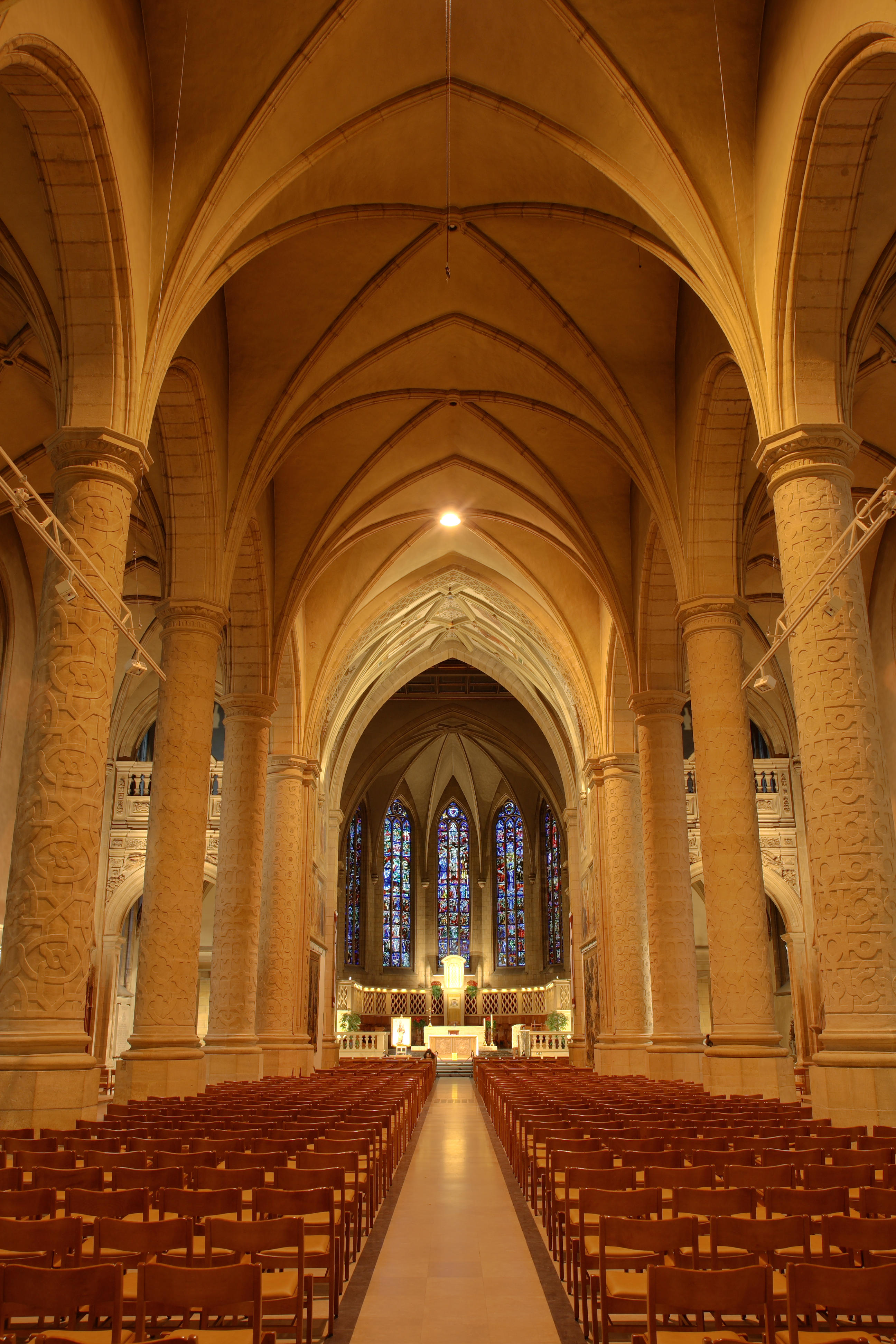
Interior.

La Catedral de Santa María o Catedral de Nuestra Señora (en alemán Kathedrale unserer lieben Frau, en francés Cathédrale Notre-Dame y en luxemburgués Kathedral Notre-Dame) es una catedral católica luxemburguesa, que, al ser la catedral de la Arquidiócesis de Luxemburgo, constituye la principal iglesia de ese país. Su primera piedra fue colocada en 1613, y originalmente era una iglesia perteneciente a los jesuitas.
La catedral constituye un ejemplo del estilo gótico, sin embargo, posee algunos elementos renacentistas. A finales del siglo XVIII, la iglesia recibió la imagen milagrosa de Maria Consolatrix Afflictorum (del latín, María, consuelo de los afligidos), la patrona de la ciudad y el ducado.
Aproximadamente cincuenta años después, la iglesia fue consagrada; y elevada en 1870 al rango de catedral por Pío IX. Y, de 1935 a 1938, fue ampliada.
Hoy, la cripta de la catedral funciona como el lugar de sepultura de la Familia Gran Ducal Luxemburguesa.